# Graue Kurzschwanzblattnase
Die Graue Kurzschwanzblattnase (Carollia subrufa) ist eine Fledermausart aus der Familie der Blattnasen (Phyllostomidae), welche in Zentralamerika beheimatet ist.

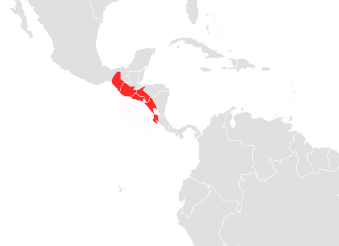
Verbreitungsgebiet der Grauen Kurzschwanzblattnase

## Beschreibung
Die Graue Kurzschwanzblattnase ist eine kleine Fledermaus mit einer Kopf-Rumpf-Länge von durchschnittlich 68,5 mm und einem Gewicht von 15 g. Wie alle Kurzschwanzblattnasen ist auch ihr Fell von bräunlicher Farbe ohne Fellzeichnung. Der Bauch ist relativ hell, und das Fell spärlicher als bei anderen Arten dieser Gattung. Die Haare sind deutlich dreifarbig, mit einem dunklen Ansatz, einem hellen Mittelstück und einer braunen Spitze. Die Ohren sind mittelgroß und leicht spitz. Wie die meisten Vertreter der Blattnasen besitzt auch sie ein ausgeprägtes Nasenblatt. Auf der Unterlippe befindet sich eine zentrale Warze, die U-förmig von kleineren Warzen umgeben ist. Der Schwanz ist kurz und der Calcar kürzer als der Fuß. Die Flughaut ist meist von einem dunklen, gräulichen Braun.

## Lebensweise
Die Graue Kurzschwanzblattnase hängt tagsüber in Höhlen, leeren Brunnen, hohlen Bäumen und verlassenen Gebäuden. Zusammen mit ihr findet man in den Hangplätzen oft andere Fledermausarten wie Macrophyllum macrophyllum und Glossophaga soricina, jedoch scheint die Graue Kurzschwanzblattnase die Gesellschaft ihrer Schwesterart, der Brillenblattnase zu meiden. Sie ernährt sich von Früchten, Nektar und Insekten. Sie kann das ganze Jahr hindurch trächtig werden.

## Verbreitung und Lebensraum
Die Verbreitung der Brillenblattnase reicht vom Süden Mexikos bis Nord-Westen Costa Ricas. Ihr Bestand wird von der IUCN dank der weiten Verbreitung und ihrem Vorkommen in geschützten Gebieten als stabil und ungefährdet eingestuft.